# Scopula quadripuncta
Scopula quadripuncta är en fjärilsart som beskrevs av Barend J. Lempke 1949. Scopula quadripuncta ingår i släktet Scopula och familjen mätare. Inga underarter finns listade.